# Parco nazionale di Banke
Il parco nazionale di Banke è un'area naturale protetta che si trova nella regione del Mid-Western, in Nepal; è stato istituito il 12 luglio 2010 come decimo parco nazionale dopo il suo riconoscimento come "dono alla terra". L'area protetta copre un'area di 550 km² con la maggior parte delle parti che cadono sulla gamma di Churia. Il parco è circoscritto da una zona cuscinetto di 344 km² nei distretti di Banke, Salyan e Dang.
Insieme al vicino parco nazionale reale di Bardia, l'area protetta totale di 1518 km² rappresenta la  Tiger Conservation Unit (TCU) Bardia–Banke.

## Flora
La vegetazione nel parco di Banke è composta da almeno 113 specie di alberi, 107 specie vegetali e 85 specie arbustive e rampicanti. Le specie comuni includono Shorea robusta, Anogeissus latifolia, Semecarpus anacardium, Senegalia catechu, Terminalia alata.

## Fauna
L'area protetta ospita la tigre reale del Bengala e l'antilope quadricorne.
Nel 2014, una mangusta rugginosa è stata registrata per la prima volta nell'area protetta.